# 라헨역
라헨역(독일어: Lachen)은 스위스 슈비츠주 라헨 지자체에 있는 기차역이다. 역은 스위스 연방 철도 소유의 취리히호 좌안선에 있다. 취리히와 치겔브뤼케 사이의 취리히 S-반 서비스 S2와 취리히와 린탈 사이의 S25에 있는 중간 정류장이다.